# Ferrari 500 Superfast
De Ferrari 500 Superfast is een sportwagen van het Italiaanse automerk Ferrari.
De auto werd in 1964 voor het eerst aan het publiek getoond op de Autosalon van Genève. Het chassis was gebaseerd op de Ferrari 330 GT 2 +2 en de carrosserie werd ontworpen en gemaakt door Pininfarina.